# Prey (2007)
Prey är en sydafrikansk äventyrsthrillerfilm/skräckfilm från 2007, vars manus är skrivet av Jeff Wadlow, Beau Bauman och Darrell Roodt. Darrell Roodt ansvarar även för regin. I rollerna syns bland annat skådespelare som Bridget Moynahan, Peter Weller och Carly Schroeder.

## Handling
Filmens handling kretsar kring en kvinna (Bridget Moynahan) och hennes två styvbarn (Carly Schroeder och Conner Dowds), som blir fångade i en trasig safaribil på den afrikanska savannen, av ett gäng hungriga och utsvultna lejon.

## Rollista
| Bridget Moynahan | – Amy Newman       |
| Peter Weller     | – Tom Newman       |
| Carly Schroeder  | – Jessica Newman   |
| Jamie Bartlett   | – Crawford         |
| Conner Dowds     | – David Newman     |
| Marius Roberts   | – Brian            |
| Muso Sefatsa     | – Brorson          |
| Tumisho K. Masha | – Flygplatsvaktare |
| Jacob Makgoba    | – Lokaljägare      |